# Aquí nunca pasó nada

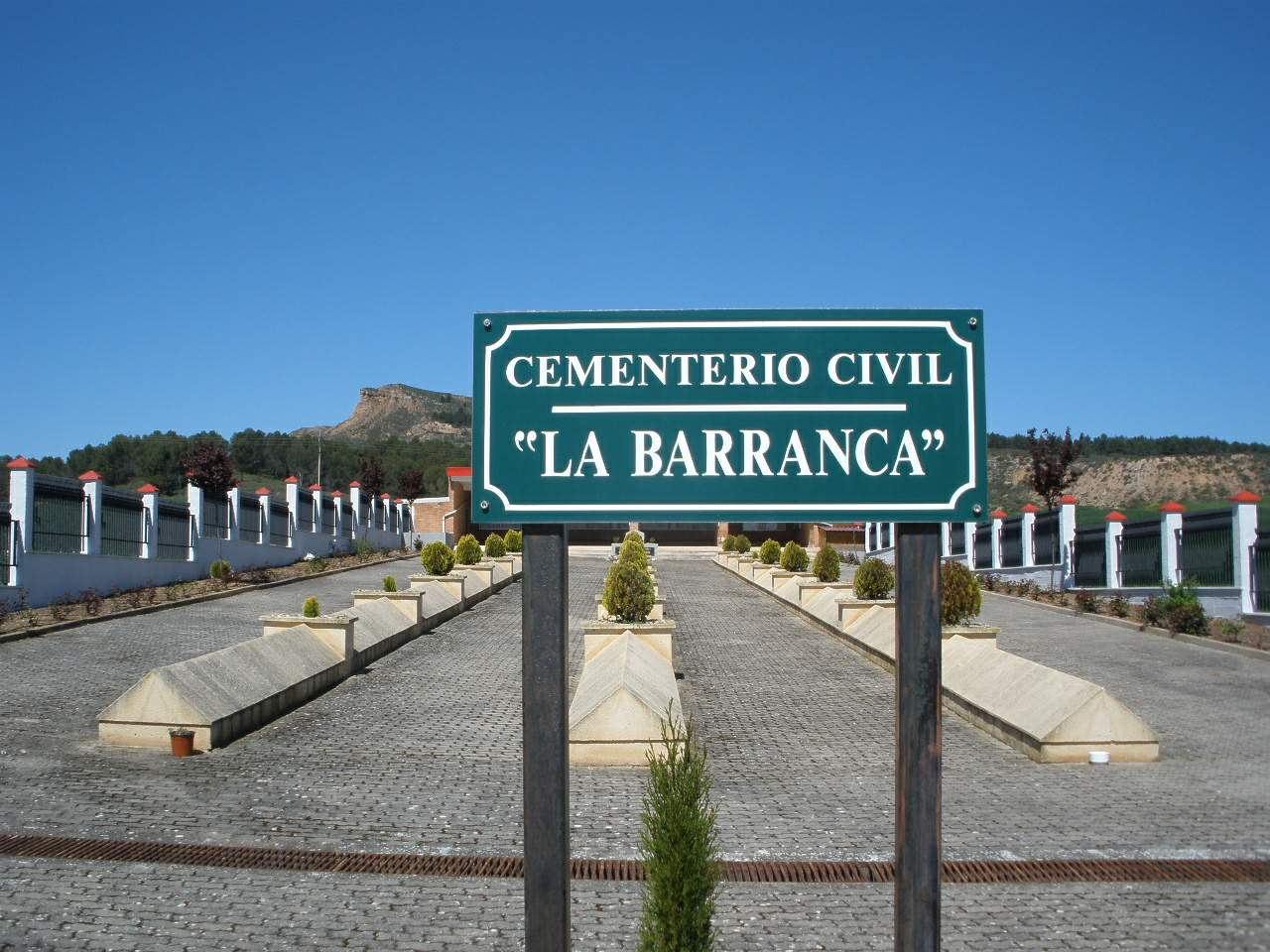
Aunque en el cementerio La Barranca hay 400 muertos, el libro estima a unos 2.000 asesinados en toda La Rioja.

Aquí nunca pasó nada. La Rioja 1936 es un libro del investigador y escritor riojano, Jesús Vicente Aguirre, publicado en 2007. En él, el autor recoge un informe exhaustivo de las muertes provocadas por la represión franquista en el territorio de La Rioja tras el estallido de la sublevación militar de julio de 1936. El número total de víctimas mortales riojanas ascendió a 2001 hombres y mujeres. «Es la última cifra, pero no la definitiva», matizó el autor.

## Historia
Existían algunos libros sobre la represión en La Rioja, pero Jesús Vicente quiso realizar un libro contextualizando, relacionando los pueblos, personas, situaciones dando a conocer a aquellas personas, a sus familias, a los que sufrieron otras represalias. De así Jesús Vicente pasó de los 400 muertos del cementerio Civil La Barranca, de Lardero, a los 2000 asesinados en toda La Rioja.

«Hablar, escribir sobre lo que pasó en La Rioja no significa desconocer lo ocurrido en cualquier otro punto de España. A ello me refiero en distintos pasajes del libro. Y convendremos en que se hicieron barbaridades en todas partes, que hubo víctimas en los dos lados. Pero que, al margen de otras reflexiones y «diferencias» que no se rehuyen en el relato, las víctimas no fueron tratadas, ni su memoria ni sus familias, de igual manera. Ni siquiera sus restos. Los «caídos» se encaramaron por las paredes de las iglesias mientras los «tumbaos» seguían tirados en las cunetas...»

## Recepción
La obra fue publicada por primera vez en 2007 y en 2018 se publicó su octava edición. Desde entonces ha vendido siete mil ejemplares. El libro, de casi mil páginas, ha sido financiado por el autor, con el apoyo de CCOO, UGT y el Ayuntamiento de Logroño.
La Consejería de Presidencia informaba de que «esta octava edición estará disponible en la Red de Bibliotecas de La Rioja, en las bibliotecas municipales y en los ayuntamientos de la región». Para ello ha adquirido la mitad de los quinientos nuevos ejemplares editados: «Nuestro deseo es que todos los riojanos tengan acceso a esta narrativa histórica».
En 2014 escribió la continuación de su obra con el libro Al fin de la batalla y muerto el combatiente. La Rioja 1936-1939.